# Menno van Delft
Menno van Delft (Amsterdam, 1963) is een Nederlands klavecimbelspeler, Klavechordspeler, organist en muziekpedagoog.

## Levensloop
Van Delft studeerde klavecimbel, orgel en muziekwetenschappen aan het Sweelinck Conservatorium Amsterdam, het Koninklijk Conservatorium Den Haag en de Rijksuniversiteit Utrecht. 
Tijdens zijn studie zong hij gregoriaans in de Schola Cantorum Amsterdam onder de leiding van Wim van Gerven.
Hij had als professoren Gustav Leonhardt, Bob van Asperen, Piet Kee, Jacques van Oortmerssen en Willem Elders.
In 1989 maakte hij zijn debuut op het Holland Festival Oude Muziek in Utrecht. Hij trad op met concerten in gans Europa en de Verenigde Staten en was te gast op diverse Bachfeste van de Neue Bachgesellschaft.
Hij concerteerde, hetzij als solist, hetzij als continuospeler met onder meer het Schönbrunn Ensemble, Marion Verbruggen, Jaap ter Linden, Pieter Wispelwey, Bart Schneemann, Lucia Swarts en Jacques Zoon, de Nederlandse Opera, Al Ayre Español, Combattimento Consort, Nederlands Blazersensemble, Cantus Köln, Koninklijk Concertgebouworkest, Nederlands Kamerkoor, Nederlandse Bachvereniging.

## Opnamen
Van Delft maakte talrijke opnamen voor radio en televisie, onder meer:
- De zes vioolsonates van Johann Sebastian Bach (met Johannes Leertouwer),
- Het Musikalisches Opfer (met het Schönbrunn Ensemble - Marten Root, Johannes Leertouwer en Viola de Hoog),
- De Kunst der Fuge en de klaviertoccataʼs van Johann Sebastian Bach.
- De integrale opname van de klavierwerken van Jan Pieterszoon Sweelinck
- Een reeks klavechordopnamen op belangrijke historische instrumenten: Sonates en Variaties van Johann Gottfried Müthel op het Hass-klavechord (1763) uit de Russell Collection in Edinburgh.

## Eigen ensembles en samenwerkingen
- In 1992 richtte Menno van Delft Das Zimmermannsche Caffee op, een ensemble dat zich specialiseert in orkest- en kamermuziekwerk uit de baroktijd.
- Met zijn vocaal ensemble Jan van Ruusbroec voert hij renaissancemuziek uit van componisten als William Byrd, Jan Pieterszoon Sweelinck en Peter Philips.
- Sinds de oprichting in 2001 van de New Dutch Academy is hij er de vaste continuospeler en solist van.
- Met Siebe Henstra vormt hij het klavechord-duo Der Prallende Doppelschlag
- Met Stefano Demicheli (Turijn) vormt hij het klavecimbel-duo La Bassa Fiamenga.

## Pedagoog
Van Delft geeft lezingen en meestercursussen. Hij publiceert over onderwerpen als het vroege klavierrepertoire, uitvoeringspraktijk, klaviertechniek en stemmen & stemmingen.
Sinds 1995 doceert hij klavecimbel, klavechord, basso continuo en ensemblespel aan het Conservatorium van Amsterdam. Hij doceert tevens aan de Hochschule für Musik und Theater in Hamburg.

## Prijzen
- In 1988 was Menno van Delft finalist op het C.Ph.E. Bach - Concours in Hamburg en won er de klavechordprijs.
- Zijn opnamen werden onderscheiden met een Edison 2003 en met de Deutsche Schallplatten Kritik Preis.